# Andilly, Charente-Maritime
Andilly är en by belägen i västra Frankrike i nordvästra delen av departementet Charente-Maritime.
Andilly ligger i regionen Nouvelle-Aquitaine. Andilly ligger 15 kilometer nordöst om La Rochelle som är huvudstad i Charente-Maritime. Byn är belägen mellan La Rochelle och Marans, en liten stad som ligger 6,5 kilometer norr om Andilly. Byn är belägen i den gamla provinsen Aunis och i Marais poitevin som är ett stort träsk i norra delen av departementet Charente-Maritime.
Den här orten är en plats där två viktiga kanaler möts. Där finns det viktiga slussar som heter les Écluses d'Andilly (det betyder Andillysslussarna). Från norr till söder går Canal de Marans à La Rochelle som byggdes på 1870-talet och från öster till väster går Canal du Curé som byggdes år 1774.
Byn har 1 900 invånare (år 2007).

## Befolkningsutveckling
Antalet invånare i kommunen Andilly
| Referens: INSEE |

## Bilder på kanalen från Marans till La Rochelle

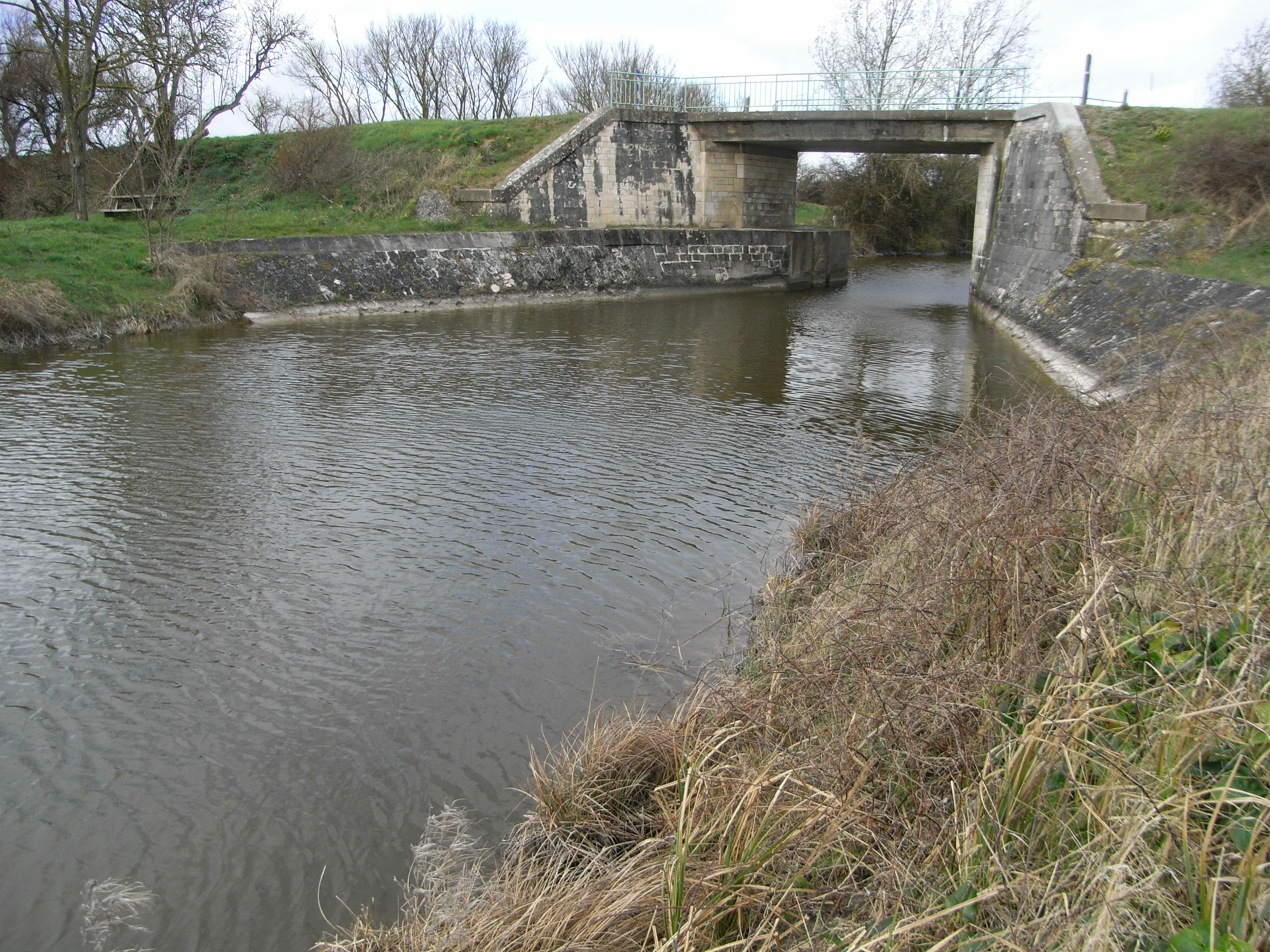
Puits Neufs bro.
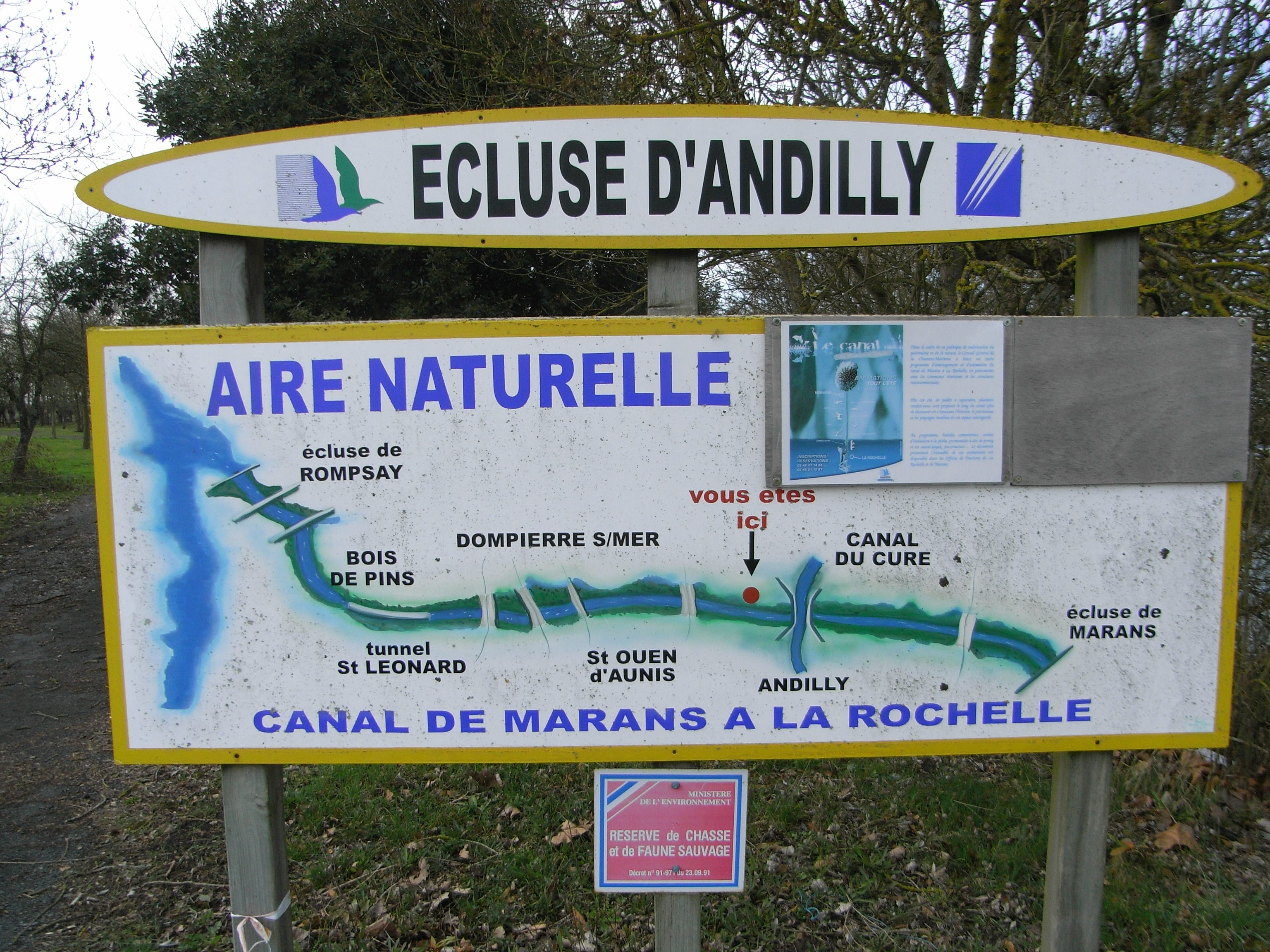
Kanalkarta i Andilly
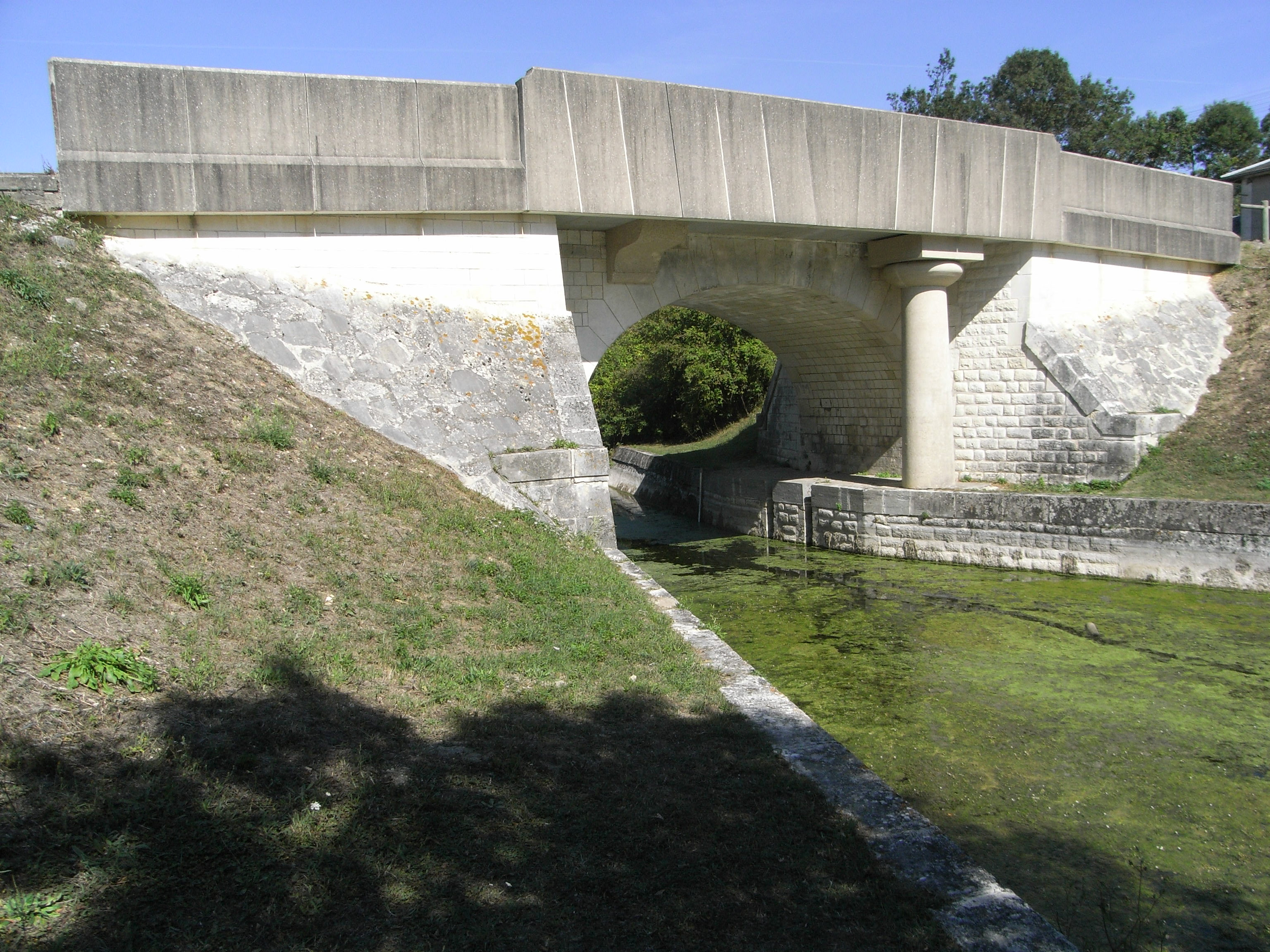
Kanal från Marans till La Rochelle i Moullepieds
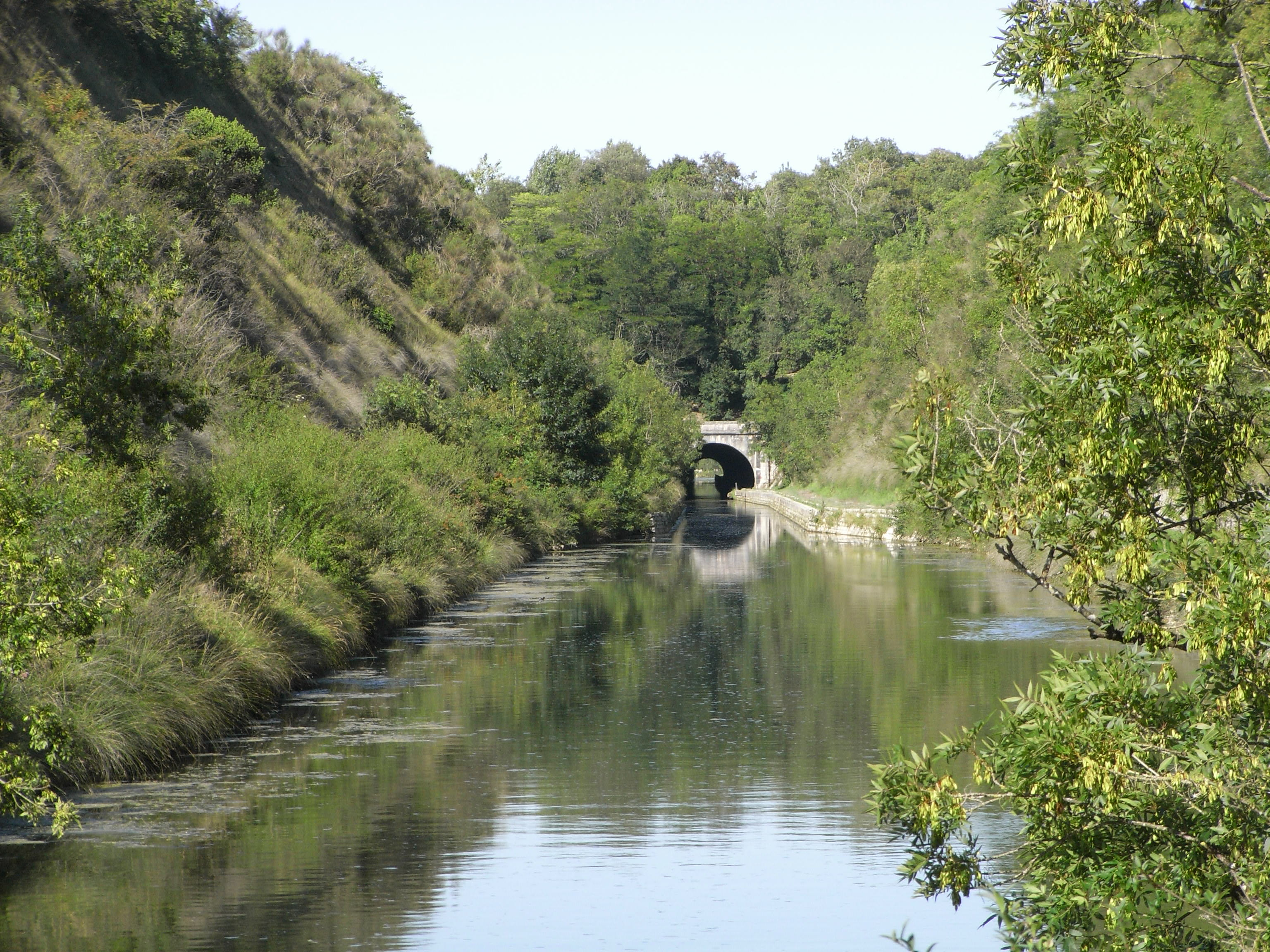
Saint-Léonards tunnel.
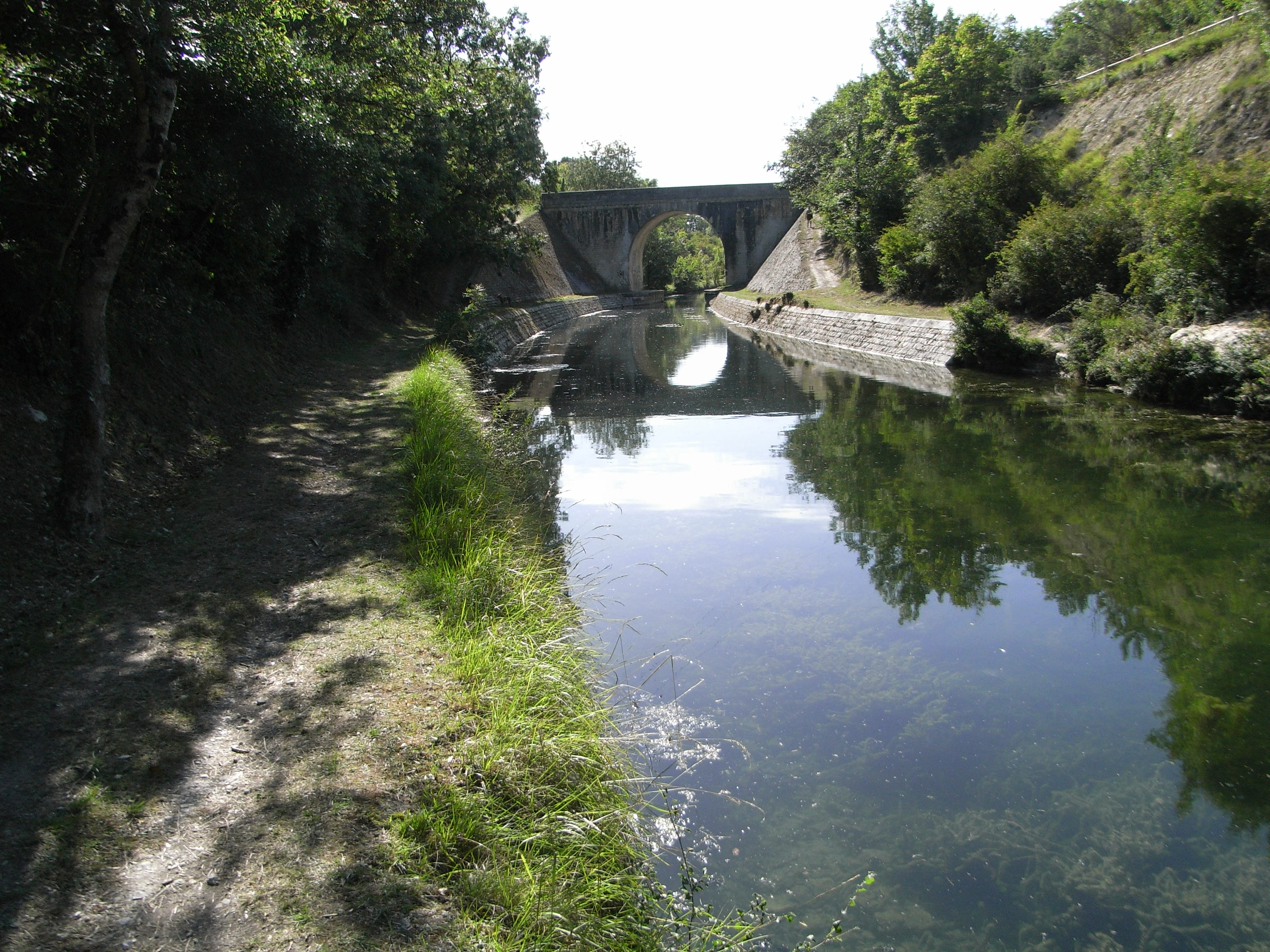
Chagnolets bro
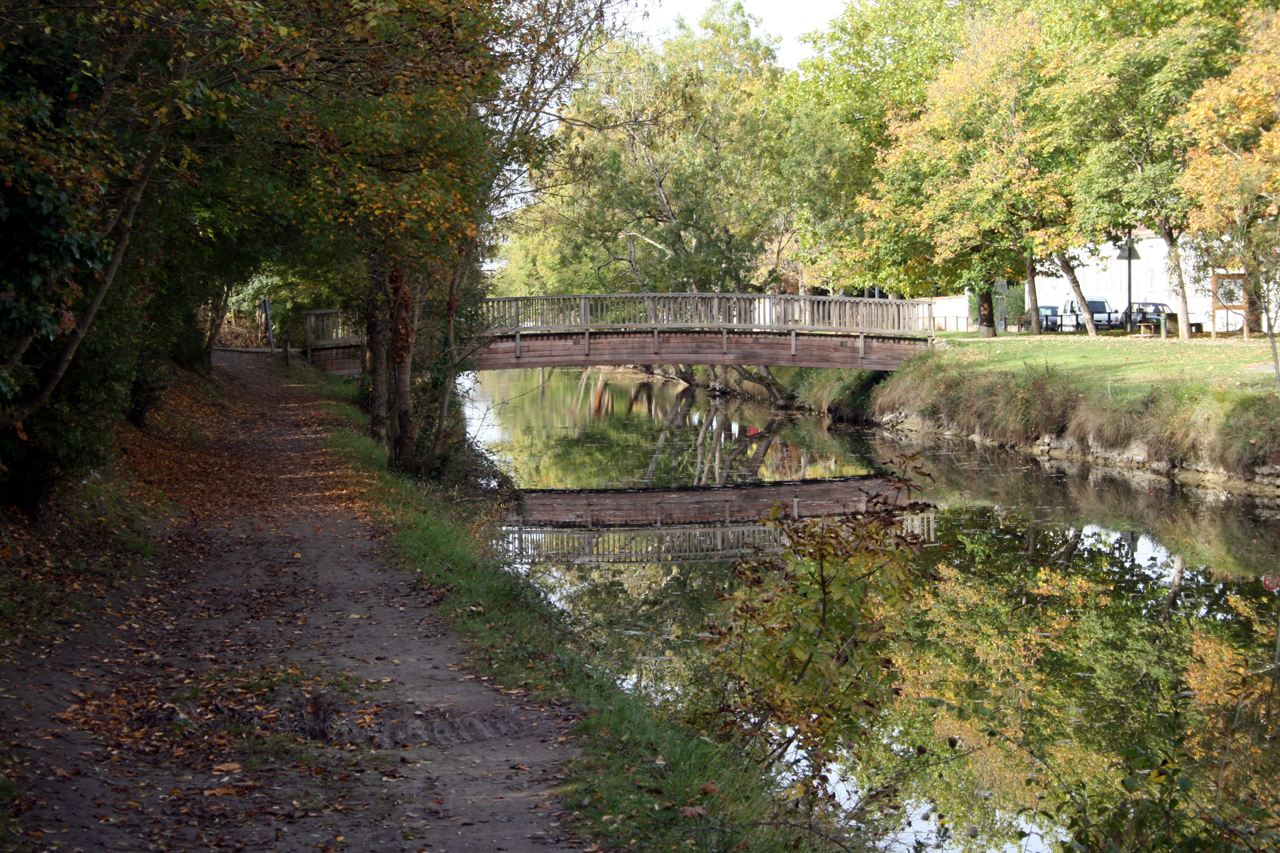
Canal de Rompsay i La Rochelle, en del av kanalen från Marans till La Rochelle.
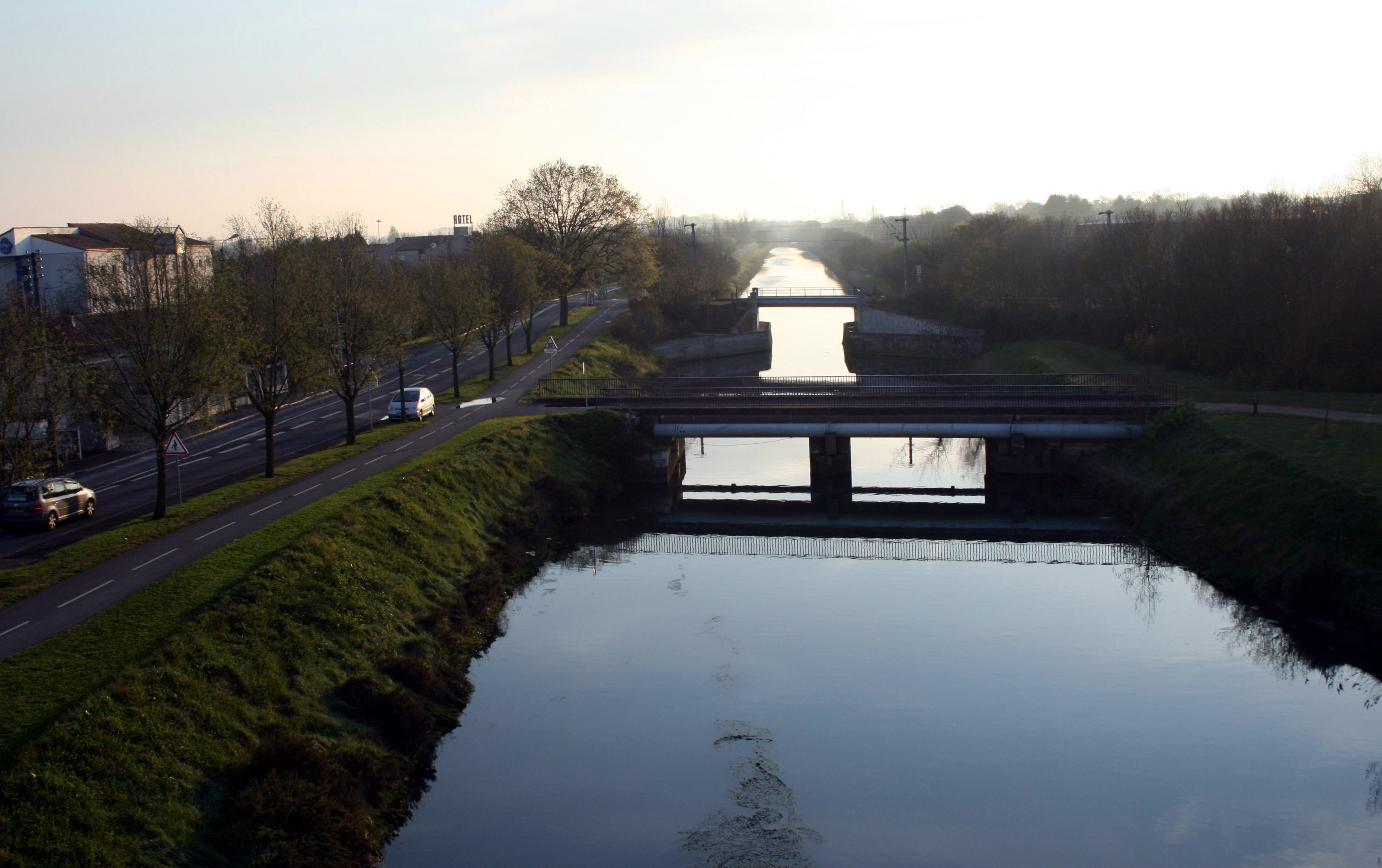
Canal de Rompsay och Jean-Moulins bro.